# Jorge Serrano Elías
Jorge Antonio Serrano Elías (ur. 1945) – gwatemalski pastor ewangelicki, inżynier, przedsiębiorca i polityk, przewodniczący Rady Stanu w latach 1982–1983 (instytucji doradczej, którą powołał prezydent Efrain Rios Montt), prezydent Gwatemali w latach 1991–1993 z ramienia prawicowego Ruchu Akcji Soliarnej (MAS). Syn libańskich emigrantów.
6 stycznia 1991 odniósł w uzupełniających wyborach na stanowisko prezydenta, zdobywając 68,3% i pokonując konserwatystę Jorge Carpio Nicolle. Był pierwszym protestantem wybranym w Ameryce Łacińskiej na najwyższy urząd państwowy. Drogą rokowań z przedstawicielami ruchu partyzanckiego i przemian strukturalnych w tradycyjnie mocnej armii pragnął zakończyć około trzydziestoletnią wojnę domową. Za inne cele uznał reformę gospodarczą, która miała obniżyć stopień inflacji (w 1990 roku 59,8%) i zwalczanie nędzy. 22 maja 1993 podjął nieudaną próbę wprowadzenia rządów dyktatorskich, rozwiązując organy konstytucyjne (parlament i Sąd Najwyższy), jednak po kilku dniach armia, pod naciskiem opozycji, odsunęła go od władzy. Zamach stanu Serrano uzasadniał korupcją w kręgu deputowanych do Kongresu. Udał się na emigrację.